# Gwałty w Niemczech pod koniec II wojny światowej

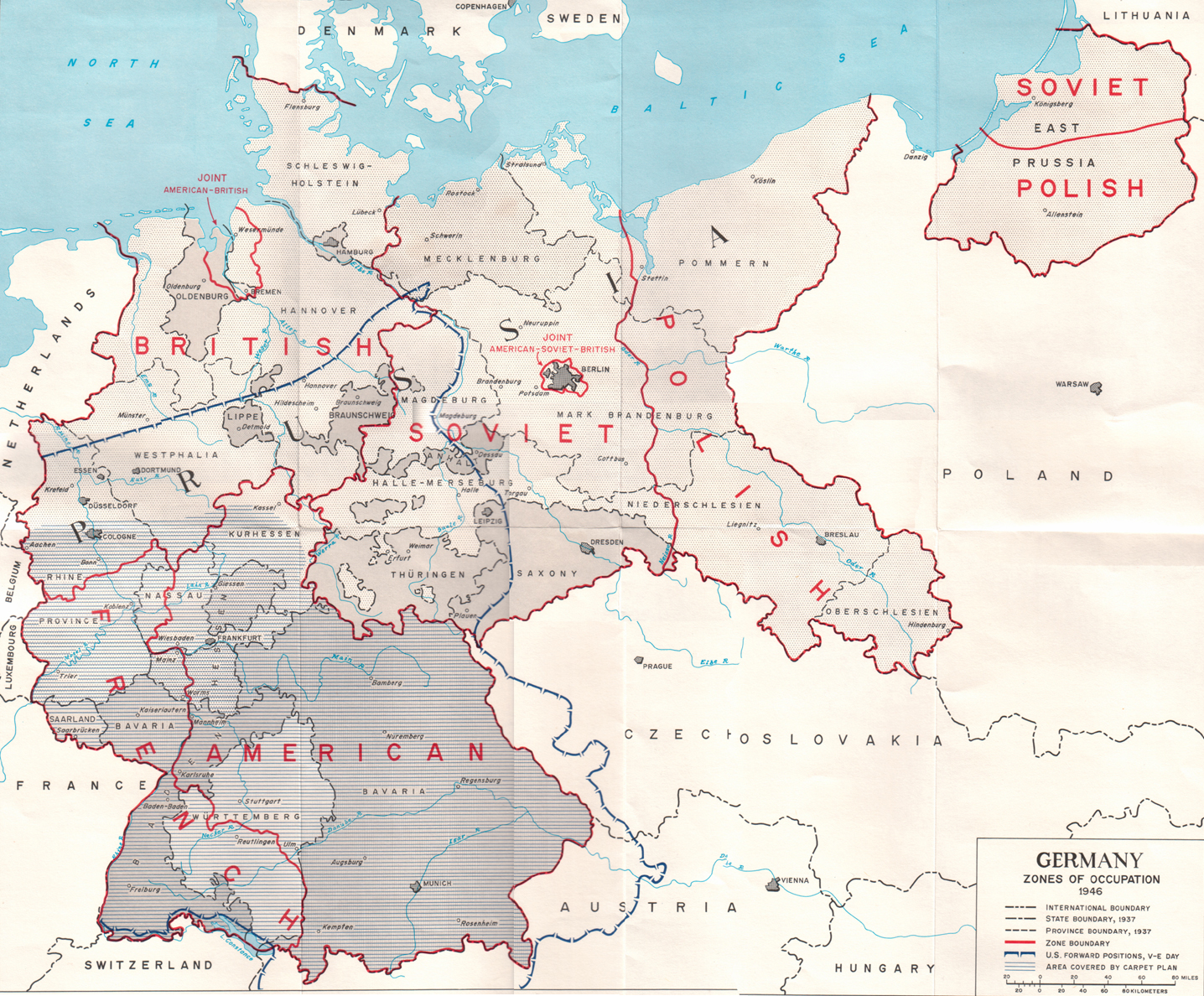
Podział Niemiec na strefy okupacyjne

Gdy wojska alianckie wkroczyły na terytorium Niemiec pod koniec II wojny światowej, dopuszczały się masowych gwałtów na kobietach zarówno podczas działań bojowych, jak i podczas późniejszej okupacji Niemiec, chociaż większość badaczy zgadza się, że źródła dowodzą, iż większość gwałtów została popełniona przez wojska radzieckie. Gwałty te przez dziesięciolecia były tematem tabu i dopiero na początku XXI wieku stały się obiektem debaty publicznej.
Według historyka Antony’ego Beevora, którego książki zostały zakazane w 2015 roku w niektórych rosyjskich szkołach i uczelniach, akta NKWD ujawniły, że radzieckie kierownictwo wiedziało o zachowaniu swoich żołnierzy, ale niewiele zrobiło, aby je zmienić. Gwałtów często dokonywały oddziały tyłowe. Według profesora Olega Rżewskiego „4148 oficerów Armii Czerwonej i wielu szeregowych zostało ukaranych za popełnienie zbrodni”. Dokładna liczba niemieckich kobiet i dziewcząt zgwałconych przez wojska radzieckie podczas wojny i okupacji jest niepewna, ale historycy szacują, że prawdopodobnie były ich setki tysięcy, a być może nawet dwa miliony.

## Wojska radzieckie
Przemoc seksualna była popełniana przez wojska zachodnich aliantów i Armię Czerwoną, zarówno gdy ich wojska walczyły na terytorium III Rzeszy, jak i w okresie okupacji. Masowe gwałty dokonywane przez żołnierzy radzieckich miały miejsce po raz pierwszy podczas bitwy o Rumunię i  oblężenia Budapesztu w latach 1944–1945. Na terytorium Niemiec rozpoczęły się 21 października 1944 roku, gdy wojska radzieckie przekroczyły most nad rzeką Angerapp (wyznaczającą dawną granicę niemiecko-polską) i dokonały masakry w Nemmersdorf, po czym zostały wyparte kilka godzin później. Szczegóły i poziom przemocy popełnionej podczas tego incydentu są do dziś kwestionowane.
Większość gwałtów miała miejsce w radzieckiej strefie okupacyjnej; szacunkowe liczby niemieckich kobiet zgwałconych przez żołnierzy radzieckich sięgają nawet dwóch milionów. Według historyka Williama Hitchcocka w wielu przypadkach te same kobiety były ofiarami wielokrotnych gwałtów, niektóre nawet po 60–70 razy . Uważa się, że w Berlinie zgwałcono co najmniej 100 000 kobiet, na podstawie rosnącej liczby aborcji w kolejnych miesiącach odnotowanej w ówczesnych raportach szpitalnych, a szacuje się, że w ich wyniku zmarło 10 000 kobiet. Szacuje się, że w Niemczech w związku z gwałtami zginęło ogółem 240 000 kobiet. Antony Beevor opisuje to jako „największe zjawisko masowego gwałtu w historii” i dochodzi do wniosku, że co najmniej 1,4 miliona kobiet zostało zgwałconych w samych Prusach Wschodnich, na Pomorzu i Śląsku. Według radzieckiej korespondentki wojennej Natalii Gesse, radzieccy żołnierze gwałcili niemieckie kobiety w wieku od ośmiu do osiemdziesięciu lat. Nie oszczędzano również kobiet radzieckich i polskich. Kiedy generał Cygankow, szef wydziału politycznego 1 Frontu Ukraińskiego, doniósł Moskwie o masowych gwałtach na radzieckich obywatelkach deportowanych do Niemiec na roboty przymusowe, zalecono mu, aby zakazać tym kobietom opisywania ich przejść po powrocie do ojczyzny.
Kiedy jugosłowiański polityk i przywódca partyzancki Milovan Đilas skarżył się na gwałty w Jugosławii, Józef Stalin podobno stwierdził, że powinien „zrozumieć, jeśli żołnierz, który przebył tysiące kilometrów przez krew, ogień i śmierć, zabawi się z kobietą lub zabierze jakiś drobiazg”. Przy innej okazji, gdy powiedziano mu, że żołnierze Armii Czerwonej atakowali seksualnie niemieckich uchodźców, podobno powiedział: „Za dużo pouczamy naszych żołnierzy; pozwólmy im przejawiać inicjatywę”. Niemniej jednak nie zachowały się żadne zapisy, które dowodziłyby tego, że gwałt był prawnie sankcjonowany.
Marszałek Konstanty Rokossowski wydał rozkaz nr 006, próbując skierować „uczucia nienawiści do walki z wrogiem na polu bitwy”, co przyniosło niewielki skutek. Było też kilka arbitralnych prób wywierania presji. Na przykład, dowódca jednej dywizji strzeleckiej miał „osobiście zastrzelić lejtnanta, który ustawiał grupę swoich żołnierzy przed Niemką położoną na ziemi”.

### Badania
Historyk Norman Naimark pisze, że od połowy 1945 roku radzieccy żołnierze przyłapani na gwałceniu cywilów byli zazwyczaj w różnym stopniu karani, od aresztowania aż do egzekucji. Gwałty trwały jednak aż do zimy 1947/48, kiedy to radziecka administracja wojskowa w Niemczech ostatecznie ograniczyła obecność swoich wojsk do posterunków strażniczych i koszar, oddzielając je od cywilnej ludności niemieckiej zamieszkałej w radzieckiej strefie okupacyjnej.
W swojej analizie motywów stojących za powszechnymi gwałtami popełnionymi przez żołnierzy Armii Czerwonej Norman Naimark wyróżnia „propagandę nienawiści, osobiste doświadczenia cierpienia w napadniętym [przez Niemców] kraju i całkowicie poniżający obraz niemieckich kobiet w [radzieckiej] prasie, nie wspominając o [przyczynach tkwiących w] samych żołnierzach” jako niektóre z powodów przemocy seksualnej. Naimark zauważył również wpływ, jaki skłonność do picia alkoholu miała na skłonność żołnierzy radzieckich do popełniania gwałtów, zwłaszcza tych połączonych z morderstwami. Naimark zauważa również patriarchalną naturę rosyjskiej kultury i azjatyckich etnosów tworzących Związek Radziecki, w której hańba została zmyta poprzez gwałt na kobietach wroga. Fakt, że Niemcy mieli znacznie wyższy poziom życia od obywateli sowieckich widoczny nawet pośród zniszczeń wojennych „mógł przyczynić się do poczucia niższości wśród Rosjan”. Połączenie „rosyjskiego kompleksu niższości”, wynikającej z tego potrzeby odzyskania honoru i pragnienia zemsty może być powodem, dla którego wiele niemieckich kobiet zostało zgwałconych publicznie, a także na oczach mężów, zanim oboje zostali zabici.
Według Antony’ego Beevora zemsta nie była jedynym powodem częstych gwałtów, ale ważnym czynnikiem było również poczucie żołnierzy radzieckich, że mają prawo do wszelkiego rodzaju łupów wojennych, w tym kobiet. Beevor popiera to twierdzenie faktem, że wojska radzieckie gwałciły również radzieckie i polskie dziewczęta oraz kobiety, które zostały uwolnione z nazistowskich obozów koncentracyjnych, a także te, które były przetrzymywane do pracy przymusowej w gospodarstwach rolnych i fabrykach.
Opis tych wydarzeń autorstwa Beevora został skrytykowany przez generała armii rosyjskiej Machmuta Gariejewa, który powiedział, że praca Beevora była „gorsza niż propaganda Josepha Goebbelsa”. Rosyjski historyk Oleg Rżewski twierdzi, że 4148 oficerów Armii Czerwonej i „znaczna liczba” żołnierzy została skazana za zbrodnie popełnione na niemieckich cywilach.
Richard Overy, historyk z King’s College London, skrytykował punkt widzenia przedstawiany przez Rosjan, twierdząc, że odmawiają oni uznania zbrodni wojennych popełnionych przez wojska radzieckie w czasie wojny: „Po części dlatego, że uważają, iż wiele z nich było uzasadnioną zemstą na wrogu, który popełnił o wiele gorsze czyny, a po części dlatego, że historię piszą zwycięzcy”.
Geoffrey Roberts pisze, że Armia Czerwona gwałciła kobiety w każdym kraju, przez który przechodziła, ale głównie w Austrii i Niemczech: 70 000–100 000 gwałtów popełnionych w Wiedniu i „setki tysięcy” w Niemczech.
W 2015 roku książki Beevora zostały zakazane lub ocenzurowane w niektórych rosyjskich szkołach i uczelniach.

### Zeznania naocznych świadków i propaganda
Książka pt. Wojna nie ma w sobie nic z kobiety autorstwa Swietłany Aleksijewicz zawiera wspomnienia radzieckich weteranów o ich doświadczeniach w Niemczech. Według byłego oficera Armii Czerwonej:

Byliśmy młodzi, silni i cztery lata [spędziliśmy] bez kobiet. Więc próbowaliśmy łapać Niemki i [...] dziesięciu mężczyzn zgwałciło jedną dziewczynę. Nie było wystarczająco dużo kobiet; większość ludzi uciekła przed Armią Czerwoną. Więc musieliśmy brać młode, dwunasto- lub trzynastoletnie. Jeśli płakała, wkładaliśmy jej coś do ust. Wydawało nam się to zabawne. Teraz nie rozumiem, jak mogłem to zrobić. Chłopiec z dobrej rodziny [...] Ale taki byłem

Telefonistka Armii Czerwonej wspominała:

Kiedy wkraczaliśmy do nowego miasta, mieliśmy pierwsze trzy dni na grabieże i [...] [gwałty]. To była oczywiście nieoficjalna reguła. Ale po trzech dniach można było za to stanąć przed sądem wojennym. [...] Pamiętam jedną zgwałconą Niemkę leżącą nago, z granatem ręcznym między nogami. Teraz czuję wstyd, ale wtedy nie czułam wstydu. [...] Czy myślisz, że łatwo było wybaczyć [Niemcom]? Nienawidziliśmy widoku ich czystych, nieuszkodzonych białych domów. Z różami. Chciałam, żeby cierpieli. Chciałam zobaczyć ich łzy. Musiały minąć dziesięciolecia, zanim zaczęłam ich żałować

Służąc jako oficer artylerii w Prusach Wschodnich, Aleksandr Sołżenicyn był świadkiem zbrodni wojennych popełnionych na miejscowej niemieckiej ludności cywilnej przez radziecki personel wojskowy. O tych okrucieństwach Sołżenicyn napisał: „Dobrze wiecie, że przybyliśmy do Niemiec, aby się zemścić”.
Gwałcicielami byli głównie żołnierze Armii Czerwonej, z których część pochodziła z obszarów Dalekiego Wschodu i Azji Środkowej  . Jednak stereotyp „hord mongolskich dzikusów”, chętnych do mordowania, rabowania, niszczenia i gwałcenia, był intensywnie propagowany przez władze nazistowskie w celu mobilizacji ludności do walki z radziecką ofensywą. Nawet młoda niemiecko-żydowska uciekinierka Inge Deutschkron opisała pierwszego spotkanego „Rosjanina” jako małego, z krzywymi nogami i „typową mongolską twarzą z migdałowymi oczami i wysokimi kośćmi policzkowymi”. W liście odnotowano również gwałty na niemieckich kobietach dokonywane przez „Mongołów”. Na przykład w liście niemieckiej ofiary z 24 lipca 1945 roku stwierdzono, że została zgwałcona przez dwóch „żołnierzy mongolskich”, a inna kobieta z listu z 20 sierpnia 1945 roku również oskarżyła „żołnierza mongolskiego” o gwałt na niemieckich kobietach.
Na przykład w liście z 24 lipca 1945 roku niemieckiej ofiary stwierdzono:

Niniejszym zaświadczam, że pod koniec kwietnia tego roku podczas rosyjskiego marszu na Berlin zostałam zgwałcona w odrażający sposób przez dwóch żołnierzy Armii Czerwonej typu mongolskiego/azjatyckiego 

List innej niemieckiej ofiary z 20 sierpnia 1945 roku:

W drodze do pracy w drugi dzień świąt wielkanocnych zostałam zgwałcona przez Mongoła

Naoczne zeznania kobiet biorących udział w bitwie o Berlin również opisywały żołnierzy radzieckich typu mongolskiego:

Następnego ranka my, kobiety, zaczęłyśmy wyglądać jak najmniej atrakcyjnie dla Sowietów, smarując sobie twarze pyłem węglowym i zakrywając głowy starymi szmatami, naszym makijażem dla Iwana. Stłoczyłyśmy się w centralnej części piwnicy, trzęsąc się ze strachu, podczas gdy niektóre zerkały przez niskie okna piwnicy, aby zobaczyć, co dzieje się na kontrolowanej przez Sowietów ulicy. Czułyśmy się sparaliżowane widokiem tych krzepkich Mongołów, wyglądających dziko i przerażająco

Przez lata nazistowska propaganda kreowała irracjonalne obawy i stereotypy rasowe dotyczące radzieckich najeźdźców jako „azjatyckich Rosjan”, w celu wywoływania strachu nie tylko przed Uzbekami, Kałmukami, Tadżykami, ale przed samymi Rosjanami jako mieszanką rasy azjatyckiej i europejskiej. Działo się tak pomimo współpracy Tatarów i Kałmuków z niemieckimi władzami okupacyjnymi, chociaż zdecydowana większość męskiej populacji tych narodów walczyła w szeregach Armii Czerwonej.
Atina Grossman w swoim artykule w piśmie „October” opisuje, jak do początku 1945 roku aborcje w Niemczech były nielegalne, z wyjątkiem przesłanek medycznych i eugenicznych, jednak wskutek masowych gwałtów lekarze zaczęli wykonywać aborcje także z tej przyczyny, w przypadku której od kobiety żądano jedynie oświadczenia pod przysięgą. Częste było również to, że kobiety motywowały swoją chęć dokonania aborcji przyczynami społeczno-ekonomicznymi (niezdolność do wychowania kolejnego dziecka). Wiele kobiet twierdziło, że zostały zgwałcone, by móc przeprowadzić aborcję, a ich relacje zazwyczaj opisywały gwałciciela jako Azjatę lub Mongoła. Niemieckie kobiety niemal jednolicie opisywały gwałcicieli jako „typu mongolskiego lub azjatyckiego” .
Pomimo nazistowskiej propagandy istnieją dowody na odnotowane gwałty dokonywane przez radzieckich żołnierzy pochodzenia azjatyckiego. W kwietniu 1945 roku Magda Wieland schroniła się w piwnicy swojego domu mieszkalnego. Opisała, że pierwszym radzieckim żołnierzem, który ją znalazł, był młody 16-letni mężczyzna z Azji Środkowej, który ją zgwałcił. Donoszono, że radziecki dowódca był bardzo zawstydzony masowymi gwałtami na niemieckich kobietach dokonywanymi przez żołnierzy kazachskich, którzy byli zdecydowanie najgorszymi przestępcami i byli opisywani jako „mongolskie hordy” . Inny odnotowany przypadek dotyczy niemieckiego reżysera Schmidta, który wpadł do willi Franka i krzyknął do rosyjskiego dowódcy Isajewa: „Twoi żołnierze gwałcą niemieckie kobiety!”. Zgwałcona niemiecka kobieta wskazała na kazachskiego żołnierza jako sprawcę i została aresztowana na miejscu. Kazachski żołnierz w odpowiedzi oświadczył, że chciał zemsty na Niemcach, którzy zabili jego dwóch braci podczas wojny .

### Skutki społeczne
Dokładna liczba niemieckich kobiet i dziewcząt zgwałconych przez wojska radzieckie podczas wojny i okupacji jest niepewna, ale zachodni historycy szacują, że ich liczba prawdopodobnie wynosi setki tysięcy, a być może nawet dwa miliony. Liczba poczętych z gwałtów dzieci, które były później określane jako „rosyjskie dzieci”, pozostaje do dziś nieznana. Jednak większość gwałtów nie skutkowała ciążą, a wiele ciąż kończyło się aborcją lub wraz ze śmiercią matki w wyniku obrażeń wewnętrznych doznanych w wyniku brutalnego gwałtu lub z powodu nieleczonych chorób przenoszonych drogą płciową i nieprawidłowo wykonanych aborcji. Wiele kobiet popełniło samobójstwo po gwałcie, głównie z powodu niemożności poradzenia sobie z traumatycznym doświadczeniem, chociaż niektóre zostały zmuszone do tego przez ich ojców z powodu „hańby”, podczas gdy inne zostały zabite przez mężów za „zgodę na stosunki seksualne z żołnierzami alianckimi”. Wiele niemieckich kobiet było wyzywanych przez byłych niemieckich żołnierzy na ulicach i w domach za bycie „alianckimi dziwkami”, niektóre otrzymywały nawet listy z pogróżkami. Ponadto wiele dzieci zmarło w powojennych Niemczech w wyniku powszechnego głodu, braków w aprowizacji i chorób takich jak tyfus i błonica. Śmiertelność niemowląt w Berlinie sięgała w tamtych czasach 90%.
Jeśli chodzi o społeczne skutki przemocy seksualnej, Norman Naimark zauważył:

W każdym razie, tak jak każda ofiara gwałtu nosiła w sobie skutki przestępstwa do końca życia, tak samo zbiorowa udręka była niemal nie do zniesienia. Psychologia społeczna kobiet i mężczyzn w radzieckiej strefie okupacyjnej była naznaczona traumą gwałtu od pierwszych dni okupacji, poprzez powstanie NRD jesienią 1949 roku, aż do – można by rzec – chwili obecnej

Mieszkańcy Berlina Zachodniego i kobiety z pokolenia wojennego nazywały Pomnik Żołnierzy Radzieckich w Treptower Park „grobem nieznanego gwałciciela” w odniesieniu do masowych gwałtów dokonywanych przez żołnierzy Armii Czerwonej w 1945 roku podczas i po bitwie o Berlin.
Hannelore Kohl, pierwsza żona byłego kanclerza Niemiec Zachodnich Helmuta Kohla, została zbiorowo zgwałcona w wieku 12 lat przez żołnierzy radzieckich w maju 1945 roku, według jej biografa. W rezultacie doznała poważnego urazu kręgosłupa trwającego przez całe życie, po tym jak została wyrzucona przez żołnierzy z okna na pierwszym piętrze. Cierpiała też na inne przewlekłe  i poważne choroby, które zdaniem ekspertów były konsekwencją traumy z dzieciństwa. Hannelore Kohl odebrała sobie życie w 2001 roku .

### W literaturze radzieckiej
Początkowo propaganda wschodnioniemiecka i radziecka sugerowała, że większość gwałtów dokonywali Niemcy przebrani za żołnierzy radzieckich, w tym bataliony Werwolfu. Aleksandr Sołżenicyn brał udział w inwazji na Niemcy i napisał o tym wiersz pt. Pruskie noce. Fragmenty wiersza brzmią: „Hoeringstrasse 22. Nie została spalona, tylko splądrowana, ograbiona. Jęki przy ścianach, na wpół stłumione: matka ranna, na wpół żywa. Córeczka leży na materacu, martwa. Ilu ich tam było? Pluton, może kompania? Dziewczynka została zamieniona w kobietę, kobieta w trupa... Matka błaga: «Żołnierzu, zabij mnie!»”. Zapisy przemocy seksualnej znaleziono w pracach innych radzieckich autorów, głównie w formie wspomnień wojennych, w których wspominano o konkretnych incydentach, których autorzy byli świadkami, takich jak Lew Kopielew, Władimir Gelfand, Michaił Koriakow, Jewgienij Plimak, Dawid Samojłow, Boris Słucki, Nikołaj Nikulin, Grigorij Pomierants, Leonid Riabiczew i Wasilij Grossman. Wiera Dubina i Oleg Budnickij należeli do nielicznych radzieckich historyków, którzy badali ten temat bardziej systematycznie.

### W kulturze popularnej
Ponieważ większość kobiet ukrywała się ze swoimi doświadczeniami i nie miała chęci o nich opowiadać, większość przedstawień tego okresu w dziełach kultury nawiązywała do masowych gwałtów dokonywanych przez Armię Czerwoną, ale nie śmiała o tym wspominać wprost. Z upływem czasu powstało więcej utworów, które bezpośrednio poruszały ten problem, takich jak książki The 158-Pound Marriage Johna Irvinga i My Story Gemmy La Guardii Gluck oraz filmy Joy Division i Dobry Niemiec z 2006 roku.
Temat gwałtów na niemieckich kobietach w czasie i po II wojnie światowej jest przedmiotem dyskursu feministycznego. Pierwszym autobiograficznym dziełem przedstawiającym tamte wydarzenia była przełomowa książka z 1954 roku pt. Eine Frau in Berlin (pol. „Kobieta w Berlinie”), na podstawie której w 2008 roku nakręcono film fabularny pod tym samym tytułem. Została ona początkowo odrzucona w Niemczech po pierwszej publikacji jako „hańbiąca honor niemieckich kobiet”, ale po czasie zyskała akceptację, a wiele zgwałconych kobiet znalazło inspirację do opowiedzenia własnych historii.

## Wojska amerykańskie
W książce Taken by Force J. Robert Lilly szacuje liczbę gwałtów popełnionych przez żołnierzy amerykańskich w Niemczech na 11 040. Jednak niemiecka historyczka Miriam Gebhardt sugeruje liczbę aż 190 000 gwałtów dokonanych przez żołnierzy amerykańskich z szacowanej łącznej liczby 860 000 dokonanych przez wszystkich żołnierzy alianckich. Dokonała tego szacunku na podstawie „założenia, że 5 procent «wojennych dzieci» było «produktem gwałtu»”. Następnie zakłada, że średnio na każde narodziny przypada 100 przypadków gwałtu. Wynik, do którego dochodzi, to 190 000 ofiar. Wyliczenia Gebhardt zostały skrytykowane przez innych historyków. R.M. Douglas przeanalizował wysiłki amerykańskiej żandarmerii wojskowej mające na celu zbadanie zarzutów o gwałt i wszczęcie procesów przeciwko zidentyfikowanym sprawcom. Armia USA w Niemczech otrzymała 1301 raportów o gwałtach na niemieckich kobietach w okresie od stycznia do lipca 1945 roku. Relacje z tego okresu wskazują na natężenie przemocy seksualnej zarówno w Niemczech Wschodnich, jak i Zachodnich. Przemoc była skierowana zarówno przeciwko dziewczynkom w wieku 7 lat i kobietom w wieku 69 lat. Istnieją liczne relacje o niemieckich kobietach, które zawierały „dobrowolne” związki z jednym żołnierzem alianckim w zamian za ochronę przed gwałtami ze strony innych. Wiele amerykańskich gwałtów w Niemczech w 1945 roku było gwałtami zbiorowymi popełnianymi przez uzbrojonych żołnierzy pod groźbą śmierci. Ponad jedna czwarta zgłoszonych gwałtów od stycznia do lipca 1945 roku to gwałty na wielu ofiarach. Brian Walsh pisze, że liczba gwałtów popełnionych przez amerykańskich żołnierzy w Niemczech była wyższa niż w Japonii.
Chociaż armia amerykańskich wprowadziła politykę zakazującą fraternizacji swojemu personelowi stacjonującemu w Niemczech, to fraza „kopulacja bez rozmowy nie jest fraternizacją” była używana jako popularne porzekadło przez amerykańskich żołnierzy w tamtym czasie Dziennikarz Osmar White, korespondent wojenny z Australii, który przebywał z wojskiem amerykańskim podczas wojny, napisał:

Po przeniesieniu walk na terytorium Niemiec doszło do wielu gwałtów dokonywanych [zarówno] przez żołnierzy frontowych, jak i tych, którzy szli bezpośrednio za nimi. Częstotliwość gwałtów różniła się między jednostkami w zależności od postawy dowódcy. W niektórych przypadkach przestępcy byli identyfikowani, sądzeni przez sąd wojskowy i karani. Wojskowy aparat ścigania był powściągliwy, ale przyznał, że za brutalne lub perwersyjne przestępstwa seksualne wobec niemieckich kobiet, niektórzy żołnierze zostali rozstrzelani – szczególnie jeśli byli Murzynami. Jednak wiem na pewno, że wiele kobiet zostało zgwałconych [również] przez białych Amerykanów. Nie podjęto żadnych działań przeciwko winowajcom. W jednym sektorze rozeszła się wiadomość, że pewien bardzo wybitny dowódca armii rzucił dowcip: „Kopulacja bez rozmowy nie stanowi fraternizacji”

Typowa napaść seksualna ze strony pijanych żołnierzy amerykańskich maszerujących przez okupowane terytorium obejmowała grożenie niemieckiej rodzinie bronią, zmuszenie jednej lub więcej kobiet do seksu i wyrzucenie całej rodziny na ulicę. Podobnie jak w radzieckiej strefie okupacyjnej, liczba gwałtów osiągnęła szczyt w 1945 roku, ale wysoki wskaźnik przemocy wobec ludności niemieckiej i austriackiej ze strony Amerykanów utrzymywał się co najmniej do pierwszej połowy 1946 roku, przy czym pięć ciał martwych Niemek znaleziono w amerykańskich koszarach w maju i czerwcu 1946 roku.
Carol Huntington napisała, że amerykańscy żołnierze, którzy gwałcili Niemki, a następnie zostawiali im prezenty w postaci jedzenia, mogli pozwolić sobie na postrzeganie tego aktu jako prostytucji, a nie gwałtu. Przytaczając pracę japońskiego historyka na poparcie tego twierdzenia, Huntington pisze, że japońskie kobiety, które żebrały o coś do jedzenia, „były gwałcone, po czym żołnierze czasami zostawiali im jedzenie”.
Biali amerykańscy żołnierze w Niemczech byli również odpowiedzialni za gwałty, ale czarni żołnierze z amerykańskich sił okupacyjnych częściej byli oskarżani o gwałt i surowo karani. Jednocześnie wyroki skazujące za gwałt wydane przez amerykańskie sądy wojskowe w okupowanych Niemczech były znacznie mniej odchylone rasowo niż wyroki sądów francuskich, przy czym tylko 26% ze skazanych było czarnoskórymi. Heide Fehrenbach pisze również, że podczas gdy amerykańscy czarni żołnierze w rzeczywistości wcale nie byli wolni od popełniania przestępstw,

[…] chodzi raczej o to, że amerykańscy urzędnicy wykazywali wyraźne zainteresowanie rasą żołnierza, i to tylko wtedy, gdy był czarny, zgłaszali zachowanie, co do którego obawiali się, że podważy status lub cele polityczne amerykańskiego rządu wojskowego w Niemczech

Historyk R.M. Douglas, analizując zeznania ofiar w aktach U.S. Army Military Police, zauważył, że między styczniem a lipcem 1945 roku, gdy ofiary wskazały rasę napastnika, 6% ataków z udziałem wielu sprawców obejmowało wskazanie więcej niż jednej rasy, a 41% relacji, w których wskazano rasę, opisywało napastników jako białych.
Pierwszy zgłoszony gwałt dokonany przez amerykańskich żołnierzy w Niemczech miał miejsce 7 stycznia 1945 roku. Od tego czasu do 23 września 1945 roku, kiedy Korpus Prokuratora Generalnego Armii Stanów Zjednoczonych dokonał przeglądu swojego ostatniego raportu, armia amerykańska skazała 284 żołnierzy w 187 procesach. Żaden amerykański żołnierz nie został stracony za gwałt na cywilach w okupowanych Niemczech, takie wyroki wykonywano tylko za morderstwo.

## Wojska brytyjskie
Sean Longden stwierdza, że chociaż nie na taką skalę jak w przypadku Armii Czerwonej w strefie radzieckiej, brytyjska żandarmeria wojskowa regularnie badała doniesienia o gwałtach. Jednakże liczby te były niewielkie w porównaniu ze skalą dezercji:

Kwestia, jak powinno się zareagować na kilku żołnierzy, którzy dopuścili się poważnych przestępstw, takich jak gwałt i morderstwo, nie była przedmiotem zainteresowania [brytyjskich] władz wojskowych. Aresztowanie takich wichrzycieli, postawienie ich przed sądem i osadzenie w wojskowych więzieniach miało sens. Tacy żołnierze byli zbędni i najlepiej było trzymać ich w zamknięciu. Radzenie sobie z największą grupą przestępców w armii, dezerterami, było zdecydowanie trudniejsze

Longden wspomina, że niektóre gwałty były popełniane przez żołnierzy cierpiących na syndrom stresu pourazowego lub będących pod wpływem alkoholu i nie były uważane za tak poważne, jak mniej powszechne przestępstwa z premedytacją.
Longden wspomina, że 16 kwietnia 1945 roku trzy kobiety w Neustadt am Rübenberge zostały zgwałcone, jednak nie wyjaśnia, czy był to jeden incydent, czy trzy oddzielne. Nie wyjaśnia również, czy gwałty były spontaniczne czy zaplanowane. Podaje przy tym przykład gwałtu z premedytacją: W wiosce Oyle, niedaleko Nienburgu, próba gwałtu na dwóch miejscowych dziewczynach pod groźbą użycia broni przez dwóch żołnierzy zakończyła się śmiercią jednej z nich, gdy jeden z żołnierzy, celowo lub nie, do niej strzelił. W trzecim przykładzie Longden podkreśla, że nie wszyscy brytyjscy oficerowie byli skłonni ukarać swoich ludzi. Kiedy Niemka zgłosiła gwałt sanitariuszowi brytyjskiej armii, kobieta w szeregu wskazała dwóch brytyjskich żołnierzy jako sprawców, ale ich dowódca odmówił podjęcia jakichkolwiek działań przeciwko nim, ponieważ właśnie „udawali się na urlop”.
Clive Emsley cytuje starszego kapelana armii brytyjskiej, który donosił, że „doszło do wielu gwałtów, [ale] ci, którzy cierpią [z powodu gwałtu], prawdopodobnie na to zasłużyli”. Dodaje jednak, że przypuszczalnie odnosiło się to do ataków byłych robotników przymusowych szukających zemsty na Niemcach. Longden również wspomina o takich incydentach i podkreśla, że przez pewien czas Hanower, położony w strefie brytyjskiej, znajdował się w stanie anarchii, a robotnicy przymusowi bezkarnie gwałcili i mordowali niemieckich cywilów. Początkowo, gdy niemieccy członkowie rodzin zwrócili się do przeciążonych brytyjskich władz okupacyjnych w sprawie morderstw, odpowiedziano im: „Mamy czas tylko dla żyjących ludzi”.

## Wojska francuskie
Wojska francuskie brały udział w inwazji na Niemcy, a Francji przydzielono najmniejszą strefę okupacyjną w Niemczech. Perry Biddiscombe cytuje oryginalne szacunki, według których Francuzi dopuścili się „385 gwałtów w rejonie Konstancji; 600 w Bruchsalu; i 500 w Freudenstadt”. Żołnierze francuscy mieli dopuścić się masowych gwałtów w dystrykcie Höfingen w pobliżu Leonbergu. Kaiser Katz, chociaż wspomina o gwałtach, nie znaleźli żadnych konkretnych przypadków ani w Höfingen, ani w Leonbergu w porównaniu z innymi miastami.
Według Normana Naimarka, francuscy żołnierze marokańscy dorównywali zachowaniu wojsk radzieckich, jeśli chodzi o gwałty, w szczególności na początku okupacji Badenii i Wirtembergii, pod warunkiem, że znane badaczom liczby są poprawne.
Niemieccy historycy akademiccy z Jeny i Magdeburga twierdzą, że tylko Francja wspierała dzieci poczęte w wyniku gwałtów na niemieckich kobietach przez swoich żołnierzy. Jednak we wszystkich czterech strefach okupacyjnych wiele dzieci pochodzących z alianckiego gwałtu było ignorowanych przez ich niemieckie matki przez całe życie. Dzieci żołnierzy francuskich zostały uznane za obywateli francuskich. Co najmniej 1500 dzieci we Francji i jej koloniach zostało oddanych do adopcji. Niektórzy nigdy nie przezwyciężyli tej wrodzonej traumy, podczas gdy inne „okupacyjne dzieci” stopniowo układały sobie życie w powojennym społeczeństwie podzielonych Niemiec.

## Dyskurs
Często powtarzana jest opinia, że gwałty wojenne były otoczone dziesięcioleciami milczenia lub że, do niedawna, były ignorowane przez historyków, przy dominującym przekonaniu, że to wyłącznie Niemcy byli sprawcami zbrodni wojennych. Piśmiennictwo radzieckie mówiło tylko o rosyjskich wyzwolicielach i niemieckiej winie, a zachodni historycy skupiali się głównie na wybranych zagadnieniach Holokaustu.
W powojennych Niemczech, zwłaszcza Zachodnich, historie gwałtów wojennych stały się istotną częścią dyskursu politycznego i wraz z opowieściami o wysiedleniu Niemców ze Wschodu i brutalności okupacji alianckiej, były intensywnie nagłaśniane w celu przedstawienia Niemców jako ofiar. Twierdzono przy tym, że nie była to „uniwersalna” historia kobiet gwałconych przez mężczyzn, ale niemieckich kobiet maltretowanych przez armię, która walczyła z nazistowskimi Niemcami i wyzwoliła obozy zagłady.